# Хадж-Аликоли
Хадж-Аликоли (перс. حاج علی‌قلی‎) — временное солёное озеро и солончак в остане Семнан на севере Ирана. Расположено примерно в 25 км к юго-востоку от Дамгана. Ближайший населённый пункт к нему — деревня Хурзан. Площадь озера составляет 813 км², глубина 1,0 м и объём 0,27 км², но приведенные показатели могут существенно колебаться в зависимости от времени года и засух, из-за которых озеро иногда полностью пересыхает. Водою оно питается прежде всего с помощью рек, которые к нему притекают с Эльбурса и других окрестных гор. Средняя высота над уровнем моря поверхности озера составляет 1027 м. В широком смысле под понятием Хадж-Аликоли подразумевается и впадина, которая является частью Деште-Кевира.

## Название
Хадж-Аликоли или Хадж-Алиголи известен также ещё как Кавир-е Дамган (перс. کویر دامغان‎, досл. Дамганский солончак; а также и пустыня, равнина или бассейн), а также и как Чах-е Джам (перс. چاه جام‎, досл. колодец Джамшида).

## География
Хадж-Алколи находится на крайнем севере Иранского нагорья и представляет собою самую низкую зону геологической впадины, расположенной между Эльбурса (на севере) и горного массива Торуд и Чах-е Ширин (на юге), которые вместе с рядом более мелких горстов отделяют его от пустыни Дещте-Кевир. Длина озера — около 25 км, а ширина — около 15 км; на поверхности озера можно видеть узоры из соли, которые в разных его частях принимают разный облик. Приливно-отливная зона со всех сторон — аллювиального характера и имеет весьма небольшой склон, кроме короткой юго-западной зоны около горы Пянджь-Кух (1414 м), которая вместе с Сиях-Тулем (1726 м) — две единственные горы в круге размером в 20-30 км вокруг берега. Площадь озера Хаджи-Аликоли с прилегающею пограничной пустынной зоной (около 75×35 км) — составляет всего 2466 км².

## Климат
Хадж-Аликоли традиционно квалифицируются как часть водосборного бассейна Дещте-Кевира, и один от восьми внутренних бассейнов Иранского нагорья, но озеро на самом деле представляет собою самостоятельный бассейн, находящийся заметно выше над уровнем моря и обладает несколько другим климатом. В котловине преобладает холодный пустынный климат с сухим летом и холодною зимою. Количество осадков составляет от 87 до 250 мм в низинах и 250—400 мм в более высоких горных районах. Согласно данным Иранской метеорологической службы, в районе, непосредственно прилегающем к озеру в среднем за год выпадает 147,3 мм осадков. В течение семи сухих месяцев от апреля до ноября испаряемость намного превышает указанные показатели. Среднегодовая температура составляет 15,9 °C, с январём как самым холодным (-5,8 °C) и августом как самым жарким месяцем (34,4 °C). Самая низкая зафиксированная температура составляет −17 °C, а самая высокая — 41 °C.

## Флора и фауна
В озере из-за высокого уровня солёности и периодического высыхания не водится рыба, но во впадающих в него реках появляются Schizothorax pelzami iranicus из семейства карповых, а также Aphanius kavirensis из семейства Cyprinodontidae. Оба вида эндемичны и обитают в притоках озера в таких источниках, как Чещм-е Али, а после постройки канала они переселились и туда. Согласно рисункам, найденным на гончарных изделиях в Тап-е Хесаре, можно заключить, что окрестности озера населяли персидские львы, каспийские тигры, бурые медведи, вепри, серые волки, дикие быки, овцы и утки.
Вокруг озера преобладает степной тип вегетации и растёт тростник, рогоз, тамариск, Zygophyllium Artemisia sieberi Halocnemum, а также виды Strobilaceum и Seidlitzia rosmarinus, а широко распространены и миндалевые и фисташковые деревья. Окрестности Дамгана от периода Каджаров и до 1950-х гг. были известны благодаря производству двух этих культур и ежегодно давали около 200 тонн фисташек, а сегодня выращивают главным образом пшеницу и хлопок, который чрезвычайно необходим локальной индустрии. Гидрологический анализ указывает, что озеро 20 000 лет назад занимало большую территорию, чем ныне, и снабжало пресной водой гораздо больше растений.